# 單線盤孔喉盤魚
單線盤孔喉盤魚（學名：Discotrema monogrammum），又稱概要盤孔喉盤魚為輻鰭魚綱喉盤魚目喉盤魚科的其中一種，分布於印度西太平洋區，從聖誕島至澳洲大堡礁海域，深度6至20公尺，本魚體延長，前部平扁，後部側扁，體不被鱗，覆有粘液層，腹鰭喉位，與周圍的皮褶特化成一吸盤，體呈棕褐色、紅色、黑色或黃色，從吻部到尾鰭中部有一條寬闊的白色至淡黃色條紋，背鰭軟條8-9枚、臀鰭軟條6-7枚，體長可達2.3公分，屬底棲性魚類，與海百合共生，生活習性不明。

## 外部連結
單線盤孔喉盤魚的圖片